# 2003 en santé et médecine
| Années de la santé et de la médecine : 2000 - 2001 - 2002 - 2003 - 2004 - 2005 - 2006    |
| Décennies de la santé et de la médecine : 1970 - 1980 - 1990 - 2000 - 2010 - 2020 - 2030 |

Cet article présente les faits marquants de l'année 2003 en santé et médecine.

## Événements
- Août : canicule européenne.
- Paul Lauterbur et Peter Mansfield reçoivent le Prix Nobel de physiologie ou médecine pour leurs découvertes concernant l'imagerie par résonance magnétique (IRM).